# Instituto Nacional de la Imagen y el Sonido
El Instituto Nacional de la Imagen y el Sonido (en francés: Institut national de l'image et du son) es un instituto de capacitación para el cine, la televisión y la creación de medios interactivos con sede en la ciudad de Montreal, en la provincia de Quebec, al este de Canadá.  El instituto se originó como una organización sin fines de lucro en 1990 e inició operaciones en 1996. INIS se encuentra adyacente a la Cinemateca Quebequense. Según datos de 2002, se informó que su presupuesto operativo fue de $ 3,2 millones, con aportes proporcionados por la industria del cine y la mitad por los gobiernos provincial de Quebec y el gobierno federal canadiense. Fue fundada por el cineasta de Quebec Fernand Dansereau.